# Templo Taissenji
O Templo Budista Taissenji Homom Butsuryushi do Brasil é um espaço religioso budista pertencente à Honmon Butsuryu-Shu (traduzida do japonês como "Religião Budista do Caminho Primordial do Sutra Lótus estabelecida pelo Buda Primordial"), localizado na cidade de Lins, no interior do estado de São Paulo, no Brasil. Foi inaugurado em 13 de Outubro de 1951, pelo mestre Ibaragui Nissui Shounin, sendo o primeiro templo da primeira religião budista a se instalar no Brasil.

## História

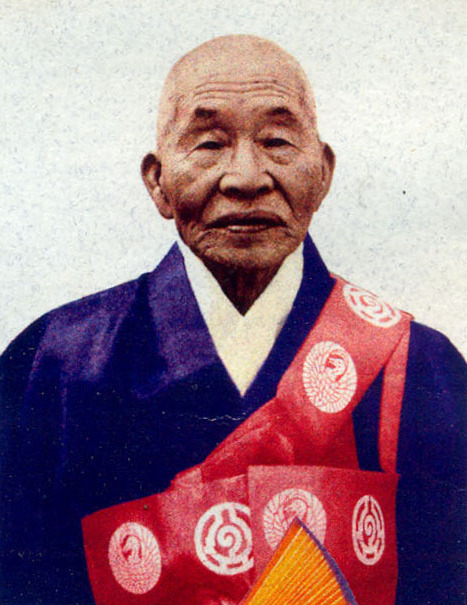
Fundador do Templo Taissenji

A Honmon Butsuryu-Shu é a primeira filosofia budista a se instalar no Brasil. Foi trazida do Japão pelo então sacerdote budista Tomojiro Ibaragui, de 22 anos de idade. Ele estava no navio Kasato Maru, que aportou em Santos em 18 de junho de 1908, e marcou o início da colonização japonesa no Brasil. Tomojiro depois foi chamado Guenju e, posteriormente, Nissui Ibaragui.
Inicialmente, Ibaragui fundou o Templo Taissenji na cidade paulista de Guaiçara, na colônia japonesa União (atualmente, bairro União). Em 1951, o templo foi transferido para Lins, onde permanece até hoje. Foi reconhecido pela matriz oficial da religião e elevado a Filial Brasileira Taissenji. Hoje é sede nacional do budismo, e constitui a Matriz Espiritual dos demais templos brasileiros da Honmon Butsuryu-Shu.
O templo é decorado segundo a cultura japonesa. Dentre os eventos realizados pelo templo estão Recital Nissui Ibaraki (em março) e o In Nippon Fest (em novembro). No espaço do templo está localizado também o Museu Nissui Ibaraki e o Memorial HBS, em homenagem aos papas desta religião.